# Episodi di Scissione (prima stagione)
La prima stagione della serie televisiva Scissione, composta da 9 episodi, è stata pubblicata su Apple TV+ a cadenza settimanale dal 18 febbraio 2022 all'8 aprile 2022.
| nº | Titolo originale                        | Titolo italiano                              | Pubblicazione    |
| -- | --------------------------------------- | -------------------------------------------- | ---------------- |
| 1  | Good News About Hell                    | Buone notizie sull'inferno                   | 18 febbraio 2022 |
| 2  | Half Loop                               | Half loop                                    | 18 febbraio 2022 |
| 3  | In Perpetuity                           | Nell'eternità                                | 25 febbraio 2022 |
| 4  | The You You Are                         | Il tuo vero io                               | 4 marzo 2022     |
| 5  | The Grim Barbarity of Optics and Design | La spietata efferatezza di Optics and Design | 11 marzo 2022    |
| 6  | Hide and Seek                           | Nascondino                                   | 18 marzo 2022    |
| 7  | Defiant Jazz                            | Sprezzante jazz                              | 25 marzo 2022    |
| 8  | What's for Dinner?                      | Che c'è per cena?                            | 1º aprile 2022   |
| 9  | The We We Are                           | Il nostro vero io                            | 8 aprile 2022    |

## Buone notizie sull'inferno
- Titolo originale: Good News About Hell
- Diretto da: Ben Stiller
- Scritto da: Dan Erickson

### Trama
La Lumon Industries è un'ambigua multinazionale nel campo delle scienze applicate, nella cui sede esiste un particolare reparto a cui si accede per mezzo di un ascensore dove lavorano alcuni dipendenti che sono stati sottoposti a un trattamento chiamato "scissione": non appena l'ascensore li porta in ufficio, la loro memoria viene scissa, privati di ogni ricordo sulla propria identità fuori dall'orario lavorativo.
Prima di entrare nell'ascensore, i dipendenti devono lasciare nel loro armadietto tutti i loro effetti personali che non possono essere introdotti nell'ufficio, non hanno permesso di conoscere nulla sulla propria vita personale, nemmeno i propri cognomi, e quando lavorano nel reparto non hanno nessun contatto con l'esterno. Alla fine dell'orario di lavoro, quando lasciano l'ufficio sempre per mezzo dell'ascensore, la loro memoria lavorativa viene scissa e riattivata quella personale, il che non lascia alcun ricordo delle ore lavorative. Gli impiegati del reparto vengono chiamati interni mentre le persone fuori dall'orario lavorativo vengono chiamate esterni.
Helly R. è una nuova impiegata del reparto Macrodata Refinement, MDR. Essendo stata sottoposta alla scissione poco prima, si ritrova sotto shock nell'apprendere che non ha idea di chi sia non avendo ricordi del suo esterno, non capisce per quale motivo debba lavorare al MDR, costretta in un luogo a lei sconosciuto. Helly fa la conoscenza dei suoi colleghi del MDR, Irving, Dylan e il capo reparto Mark, anche loro sottoposti alla scissione. Mark sostituisce Petey, ex collega licenziato dalla Lumon Industries. Il supervisore è Seth Milchick, mentre a capo della filiale c'è la signora Harmony Cobel. Mark spiega a Helly che sebbene ci siano pochi impiegati nel reparto MDR, è prevista un'espansione e presto verrà assunto del nuovo personale. Helly trova tutto assurdo e si sente prigioniera, quindi Cobel le mostra un video girato dell'esterno di Helly, in cui essa le spiega che non ha nulla da temere, che è stata lei stessa a scegliere di sottoporsi alla scissione.
Finito il lavoro, Mark ritorna alla sua vita, va a cena dalla sorella Devon, la quale aspetta un bambino dal marito Ricken, e in compagnia di conoscenti. Mark ha perso la moglie Gemma, e prima di lavorare per la Lumon Industries, era un insegnante di storia, mentre Gemma insegnava letteratura russa. I parenti e gli amici di Mark trovano controversa la sua decisione di lavorare alla Lumon Industries e di essersi sottoposto alla scissione, pratica che viene ritenuta molto discutibile. Mentre Mark è in un diner, viene avvicinato da Petey; naturalmente Mark non lo riconosce dato che solo il suo interno ne ha ricordo, mentre Petey gli rivela che ha trovato il sistema di trascendere la scissione e che ricorda tutto, anche le ore di lavoro. Gli dice che lui e Mark sono ottimi amici e gli dà un biglietto dove ha scritto un indirizzo. Mark torna a casa, parlando con la sua vicina, la signora Selvig, che si rivela essere il suo capo, la signora Cobel, della quale Mark ignora la vera identità non potendo riconoscerla proprio perché non ha accesso ai ricordi sui suoi orari di lavoro.

## Half loop
- Titolo originale: Half Loop
- Diretto da: Ben Stiller
- Scritto da: Dan Erickson

### Trama
A Helly viene mostrata la sua operazione chirurgica di scissione, che consiste nell'impiantare nel cervello un microchip con cui attivare la separazione delle due identità, quella nella vita privata e quella lavorativa. Nonostante l'accoglienza alla Lumon Industries e alla MDR, Helly continua ad opporsi tentando sempre la fuga. Mark cerca di aiutarla ad ambientarsi, spiegandole ad esempio che gli interni esistono solo per lavorare alla Lumon Industries e quindi non percepiscono il sonno, inoltre quando entrano e quando escono dall'ascensore, ciò avviene ad orari scaglionati, per far sì che i loro esterni non debbano mai incontrarsi. L'interno di Mark lavora lì da due anni mentre quello di Irving da tre.
L'interno di Helly si sente oppressa non trovando giusto che il suo esterno abbia deciso di lavorare alla Lumon Industries mentre lei vive solo per lavorare lì, tra l'altro trova incomprensibile il suo impiego dato che nella divisione MDR i dipendenti devono solo scansionare i numeri che appaiono sui monitor del computer ed eliminare quelli che stranamente scaturiscono in loro degli stati d'animo negativi. Helly tenta la fuga ma viene fermata da Graner, il capo della sicurezza. Mark le spiega che gli interni non hanno diritto di scelta di dimissioni ma solo gli esterni possono decidere, quindi l'unica cosa che Helly può fare è inviare un messaggio al proprio esterno.
Fuori dall'orario di lavoro, l'esterno di Mark inizia a frequentare una donna di nome Alexa. Decide poi di prendersi un giorno di malattia e si incontra segretamente con Petey in un vecchio vivaio dismesso. Petey spiega a Mark che la Lumon Industries sta lavorando a qualcosa di losco, anche se non ha mai capito cosa progettavano e che si è sottoposto alla reintegrazione, il processo che gli ha permesso di annullare la scissione, ma il suo corpo non sta reagendo bene; infatti, è visibilmente indebolito. Petey mostra a Mark la mappa che ha disegnato, una planimetria del piano dove si trova anche il MDR, c'è un disegno originale della planimetria che Petey aveva lasciato al MDR, infine gli fa sentire una registrazione vocale dell'interno di Mark costretto con sofferenza a ripetere una frase di sottomissione.
Mentre Irving lavora, inizia ad avere delle allucinazioni in cui vede una strana melma nera, quindi Milchick lo porta dalla misteriosa psicologa aziendale Casey, la quale lo aiuta a ritrovare un po' di serenità raccontandogli alcune informazioni sul suo esterno. Irving conosce Burt, che lavora nel reparto Optics and Design, e i due iniziano a fare amicizia. Mark decide di portare Petey a casa sua dandogli ospitalità.

## Nell'eternità
- Titolo originale: In Perpetuity
- Diretto da: Ben Stiller
- Scritto da: Andrew Colville

### Trama
Petey spiega a Mark che sono stati "loro" a usare la Reintegrazione su di lui, persone che si oppongono alla scissione. Uno degli effetti della Reintegrazione è che i ricordi dell'esterno e dell'interno si sovrappongono. Mark non ha mai mostrato molto interesse per le attività legate alla Lumon Industries, Petey gli rivela che alcuni dei loro dipendenti che si sono sottoposti alla scissione non sono più tornati alle loro vite, come se fossero spariti. Mentre Mark è al lavoro, Ricken lascia davanti alla porta di casa del cognato una prima copia del libro che Ricken ha scritto. Cobel trova il libro e lo prende, quindi si introduce nella casa di Mark, Petey si nasconde e vedendola teme che la Lumon Industries gli stia dando la caccia, quindi scappa.
L'interno di Mark inizia a manifestare una certa curiosità nei confronti di Helly, la sua domanda di dimissioni è stata respinta, la cosa strana è che questa è la prima volta che una richiesta di dimissioni viene negata in tempi così brevi. Helly decide di mandare un messaggio al suo esterno per farle capire quanto trova spregevole la sua decisione di lavorare alla Lumon Industries senza la possibilità di scegliere, prima si scrive sulle braccia "lasciami uscire" e poi tenta anche di ingerire il cappuccio di una penna con dentro un messaggio di aiuto, ma Mark la scoraggia dal farlo perché non servirebbe, le uscite sono munite di sensori che individuano ogni tipo di messaggio.
Mark, Irving e Dylan decidono di portare Helly nella sala dell'eternità, durante il tragitto incrociano Burt e la sua collega Felicia dell'Optics and Design, generalmente è raro che i membri dei diversi dipartimenti comunichino tra di loro, è evidente però che c'è una vicendevole simpatia tra Burt e Irving. Helly viene portata nella sala dell'eternità, una sorta di museo che narra la storia della Lumon Industries, fondata e diretta da generazioni dalla famiglia Eagan, ci sono anche delle statue dei vari amministratori delegati, Helly sembra provare una strana sensazione guardando la statua dell'attuale amministratore, Jame Eagan, poi le fanno vedere una riproduzione della villa dove vive la famiglia. Helly tenta poi un'altra fuga approfittando della distrazione dei suoi colleghi, ma viene fermata da Mark.
Helly viene punita da Milchick che la chiude in una stanza costringendola a ripetere la stessa frase che aveva pronunciato più volte Mark nella registrazione che Petey gli aveva fatto ascoltare. Milchick trova il libro di Ricken che Cobel aveva portato al lavoro e inizia a leggerlo, ma finisce col lasciarlo incustodito dimenticandolo su una sedia. Cobel riceve la visita di Natalie, portavoce della compagnia che, parlando a nome del consiglio direttivo, la mette in guardia, Petey era sotto la sua supervisione e quindi il fatto che sia stato sottoposto alla Reintegrazione rischia di metterla in una cattiva posizione.
Ora che Petey non lavora più alla Lumon Industries Mark rimuove tutte le foto di Petey dall'ufficio, sul retro di una di esse trova la mappa che Petey aveva disegnato. Dopo la fine del suo turno, l'esterno di Mark torna a casa ma non trova Petey, guidando vede un'ambulanza e seguendola arriva in una stazione di servizio dove vede Petey in gravi condizioni che muore poco dopo.

## Il tuo vero io
- Titolo originale: The You You Are
- Diretto da: Aoife McArdle
- Scritto da: Kari Drake

### Trama
Helly trova la mappa disegnata da Petey nel cassetto della scrivania di Mark, quest'ultimo aveva deciso di conservarla, anche se è vietato dallo statuto dell'azienda mappare gli uffici. Mark per evitare litigi strappa la mappa. Irving trova il libro di Ricken sulla sedia dove Milchick lo aveva lasciato e avvisa i suoi colleghi, è vietato introdurre negli uffici letture che vengono dall'esterno.
Helly costringe Cobel a filmarla mentre dà le dimissioni e a consegnare il video al suo esterno, con la minaccia di tagliarsi le dita. Tuttavia Helly torna al lavoro scoprendo che il suo esterno, dopo aver visto il video, le ha risposto con un altro video: è molto determinata a continuare a lavorare alla Lumon Industries, spiegando al suo interno che lei non è una vera persona, è l'esterno che ha diritto di scelta, l'interno deve solo sottostare al suo volere.
L'esterno di Mark va al funerale di Petey, qui conosce June e Nina, rispettivamente figlia ed ex moglie di Petey, non sembrano molto contente quando scoprono che Mark lavorava con lui alla Lumon Industries, è evidente che non accettarono la sua scelta di sottoporsi alla scissione. Al funerale è presente anche Cobel, nelle vesti di Selvig che, senza farsi notare, estrae dal cranio di Petey il microchip.
Durante l'orario di lavoro, Mark e Dylan iniziano a leggere alcuni passi del libro di Ricken che tratta temi importanti sull'individualismo e sull'esistenza. Irving continua a passare sempre più tempo con Burt, sembra che i due stiano iniziando a provare dei sentimenti l'uno per l'altro. Intanto Helly tenta il suicidio impiccandosi nell'ascensore.

## La spietata efferatezza di Optics and Design
- Titolo originale: The Grim Barbarity of Optics and Design
- Diretto da: Aoife McArdle
- Scritto da: Anna Ouyang Moench

### Trama
Mark e Graner impediscono a Helly il suicidio, intanto Mark leggendo il libro di Ricken inizia a rimettere in discussione l'istituzione per cui lavora. L'esterno di Mark va a trovare Devon e Ricken nel resort dove alloggiano, il parto è vicino. Mark confessa alla sorella che sta iniziando ad avere dei dubbi sulla Lumon Industries. Devon conosce Gabby, un'altra donna incinta che alloggia pure lei nel resort, Gabby le offre del caffè. Devon dà alla luce la sua bambina.
Helly torna al lavoro, a Casey viene dato il compito di osservarla mentre lei svolge le sue mansioni. Cobel spiega a Graner che per ora preferisce non far sapere al consiglio direttivo del tentato suicidio di Helly, inoltre gli affida l'incarico di scoprire chi ha effettuato la Reintegrazione a Petey. Irving continua ad avere delle allucinazioni sulla melma nera.
Mark rovescia del caffè sul quaderno degli appunti di Casey, costringendola ad assentarsi temporaneamente per prenderne un altro, in realtà era solo un espediente per allontanarla da Helly, in questo modo lei e Mark iniziano a vagare nei corridoi degli uffici, Mark le confessa che ha tentato di ridisegnare la mappa che aveva fatto Petey, poi lui e Helly trovano un nuovo dipartimento dove vengono allevati dei cuccioli, dei capretti.
Mark sta chiaramente iniziando a provare dell'affetto per Helly, pur essendo consapevole che lei odia lavorare lì, ammette che la sua presenza in qualche modo lo rende felice. Cobel sa che Helly e Mark stanno indagando sui segreti della Lumon Industries ma decide per ora di non fermarli ritenendo che questo sia il modo migliore per manipolarli e controllarli.

## Nascondino
- Titolo originale: Hide and Seek
- Diretto da: Aoife McArdle
- Scritto da: Amanda Overton

### Trama
Casey è stata punita per aver perso di vista Helly e Mark e quest'ultimo la incrocia brevemente chiedendole scusa per averla messa nei guai. L'interno di Mark sta iniziando a porsi delle domande sulla vera natura della Lumon Industries e sul senso del lavoro degli interni, tanto che Cobel si arrabbia ferocemente con lui quando le chiede che cosa fanno e in cosa consistano le loro mansioni.
Dylan si è accorto che tra Helly e Mark c'è dell'attrazione. I membri del MDR vanno a fare visita a Burt e agli altri dipendenti del reparto Optics and Design, i quali operano con delle stampanti 3D creando oggetti senza un apparente ordine logico. Tutti si limitano a obbedire agli ordini della dirigenza senza porsi domande, Mark ritiene invece che sia sbagliato vivere nell'ignoranza e che anche gli interni hanno diritto a sapere quale sia il vero scopo del loro lavoro.
Devon incontra casualmente Gabby e conosce pure il marito Angelo, facendo delle ricerche su di loro scopre che Angelo è un senatore e che è a sostegno della promozione del programma scissione. L'interno di Dylan si risveglia nel mondo esterno, nella sua casa, Milchick ha usato una procedura per risvegliare l'interno, gli serve urgentemente una carta ideografica che Dylan aveva preso dal reparto Optics and Design: Dylan gli rivela di averla nascosta in un bagno dell'ufficio, poi vede suo figlio, infatti Dylan non avendo conoscenza della vita del suo esterno, ignorava di essere padre, Milchick ordina via telefono di risvegliare l'esterno di Dylan.
Graner rivela a Cobel che ad effettuare la Reintegrazione a Petey era stata una loro vecchia conoscenza, Reghabi. Cobel decide di allacciare un legame con la famiglia di Mark, come Selvig si propone come badante per Eleonor, la figlia di Devon e Ricken.
L'esterno di Mark esce con Alexa, i due assistono a un concerto di June. Mark, dopo aver fatto l'amore con Alexa, risponde a una chiamata sul cellulare di Petey, si tratta di una donna, la quale gli dà appuntamento nella vecchia scuola dove un tempo Mark insegnava.

## Sprezzante jazz
- Titolo originale: Defiant Jazz
- Diretto da: Ben Stiller
- Scritto da: Helen Leigh

### Trama
Reghabi, la donna che ha dato appuntamento a Mark, gli spiega che è stata lei a fare la Reintegrazione a quest'ultimo. Gli spiega che il processo presenta degli effetti collaterali ma se Petey si fosse sottoposto al trattamento per la completare la guarigione non sarebbe morto. La donna tenta di far capire a Mark che la scissione è una pratica immorale, lei stessa l'aveva applicata a Petey, tutti commettono lo sbaglio di non guardare gli interni come delle persone, ma quando si esegue la scissione la propria natura si frammenta, è come creare una nuova persona, che però viene ingiustamente impiegata solo per lavorare ma che in fondo brama una libertà che si trova fuori dal lavoro. Graner trova Mark con Reghabi ma quest'ultima lo uccide colpendolo alla testa con una mazza. Lei consegna a Mark il badge di Graner e gli dice di portarlo al lavoro poiché il suo interno saprà cosa farci.
Dylan pretende una spiegazione da Milchick per quello che è accaduto, lui gli rivela che aveva eseguito una procedura chiamata il risveglio che si usa per risvegliare l'interno in ogni momento, è una procedura speciale, l'ha eseguita senza il permesso di Cobel preferendo tenerla all'oscuro di quello che è accaduto. Dylan adesso che ha scoperto di avere un figlio fuori dal lavoro, vuole sapere di più sulla sua vita privata ma Milchick non lo ritiene opportuno.
Natalie informa Cobel della morte di Graner. Milchick decide di far divertire i dipendenti del MDR con un party per allentare un po' la tensione che si è venuta a creare, tutti si divertono tranne Dylan che in un impeto di collera si avventa contro Milchick e lo morde al braccio. Quest'ultimo non lo denuncia a Cobel unicamente perché Dylan potrebbe a sua volta denunciarlo per il risveglio.
Dylan, dopo avere scoperto di essere padre, vede le cose da una nuova prospettiva. Ha capito che i loro esterni hanno degli affetti di cui gli interni invece non solo non hanno ricordo, ma con cui non possono nemmeno interagire, ciò equivale a un'ingiustizia. Dylan rivela a Helly, Mark e Irving del risveglio, quindi ora sanno che esiste un modo per neutralizzare la scissione, inoltre Mark si è accorto del badge che tiene in tasca, messo lì dal suo esterno, e crede che probabilmente il congegno che attiva il risveglio si trova nella sala sicurezza alla quale potranno accedervi mediante il badge.
Irving è il solo a opporsi a questa iniziativa; scopre poi che Burt sta per andare in pensione e quindi non lo rivedrà più. Irving ha capito che è stata opera di Milchick che, per punire il MDR per i loro comportamenti, ha deciso di colpire personalmente Irving sapendo quanto Burt sia importante per lui e lo allontana dalla Lumon Industries per ferirlo, per cui insulta Milchick davanti a tutti. Per la prima volta, vede l'ipocrisia che si nasconde dietro i dirigenti della Lumon Industries; Milchick, infatti, al contrario di loro, non si è sottoposto alla scissione e non può capire il dolore che provano gli interni.
Mark e Helly usano il badge per entrare nella sala sicurezza e vi trovano il manuale operativo; Helly strappa la pagina relativa al risveglio, poi si mette a studiarla insieme ai suoi amici, scoprendo che il risveglio può essere attivato proprio dalla sala sicurezza ma solo quando entrambe le manopole rimangono manualmente attive, quindi in ogni caso uno di loro dovrà rimanere alla Lumon Industries; inoltre, adesso anche Irving ha deciso di unirsi al piano. Dato che Dylan ha già sperimentato il risveglio, decide di sacrificarsi lasciando agli altri la possibilità di risvegliarsi, quindi resterà lui alla Lumon Industries per tenere attive le manopole.
L'esterno di Mark è solo in casa e Alexa va a trovarlo per riprendere il proprio telefono e lui, completamente ubriaco, strappa la foto di Gemma, e infine Alexa se ne va. Mark si pente di ciò che ha fatto e con del nastro adesivo rimette insieme i pezzi della foto di Gemma, la quale si rivela essere Casey. Quindi lei non è morta, ma solo l'interno di Mark può incontrarla al lavoro, mentre l'esterno, non avendo ricordo delle ore di lavoro alla Lumon Industries, è del tutto ignaro del fatto che la moglie in realtà è viva.

## Che c'è per cena?
- Titolo originale: What's for Dinner?
- Diretto da: Ben Stiller
- Scritto da: Chris Black

### Trama
L'episodio inizia conoscendo qualche dettaglio della vita dell'esterno di Irving: vive da solo nella sua casa e si dedica alla pittura, non ha ricordo delle sue ore di lavoro alla Lumon Industries ma nei quadri che dipinge raffigura uno dei corridoi bui del reparto dell'ufficio e la porta di un ascensore.
Helly riesce a scansionare la quantità ottimale di numeri richiesta dalla direzione, quindi il reparto MDR viene premiato con il "waffle party": essendo Mark il capo reparto potrà scegliere uno dei suoi colleghi che verrà premiato, il quale resterà in ufficio oltre l'orario di chiusura, la sua scelta ricade su Dylan dato che è indispensabile affinché possa raggiungere la sala macchine e attivare il risveglio.
Cobel organizza una seduta tra Mark e Casey, i quali avendo subito la procedura della scissione non hanno ricordo delle vite dei loro esterni, i due non hanno idea di essere marito e moglie, inoltre Casey lo informa che è stata licenziata, non è dato sapere adesso la Lumon Industries cosa ne farà di lei. Cobel osserva la seduta con la telecamera.
Natalie informa Cobel che il consiglio ha scoperto del tentato suicidio di Helly e del fatto che ha interagito con la famiglia di Mark, è stato quindi deciso di licenziarla. Irving, Helly e Mark si preparano a tornare a casa in attesa del momento in cui si risveglieranno nel mondo esterno, Helly prima di separarsi da Mark lo bacia. Dylan viene portato nella sala dell'eternità, dalla quale poi scappa raggiungendo la sala macchine.
L'esterno di Mark invita Cobel, ovvero Selvig, alla festa a casa di Devon e Ricken dove quest'ultimo leggerà il suo libro. Proprio alla festa Mark confessa a Cobel che intende licenziarsi dalla Lumon Industries, lei, che fino a poco prima era arrabbiata per essere stata licenziata, gli dice che sta facendo la scelta giusta. Intanto alla Lumon Industries Dylan nella sala macchine attiva le due manopole attivando il risveglio dei suoi tre amici.

## Il nostro vero io
- Titolo originale: The We We Are
- Diretto da: Ben Stiller
- Scritto da: Dan Erickson

### Trama
Gli interni si sostituiscono agli esterni, Mark alla festa scopre di avere una sorella e una nipotina, Cobel capisce che quello è l'interno di Mark quando quest'ultimo la chiama proprio con il nome di Cobel. Intanto Irving va a cercare Burt il cui nome completo è "Burt Goodman", grazie a una mappa e degli appunti che trova in casa.
Helly si ritrova con un abito da sera elegante a un galà della Lumon Industries, Helly in realtà è Helena Eagan, la figlia dell'amministratore delegato della Lumon Industries Jame Eagan. Helena ha sempre venerato i fanatici ideali della famiglia, dove il defunto Kier Eagan (fondatore della Lumon Industries) è ricordato quasi come un'entità divina, Helena si era volontariamente offerta per aderire alla scissione ritenendo che come membro della famiglia fondatrice dell'azienda sarebbe stata la testimonial perfetta per dare lustro al progetto della scissione. Al galà sono presenti anche Natalie, Gabby e Angelo, pronti a sostenere e promuovere la scissione a livello mondiale.
Mark rivela a Devon di essere l'interno del fratello, ciò che vuole è denunciare alla polizia la Lumon Industries, Devon gli confessa che anche il suo esterno stava coltivando dei dubbi sull'azienda. Devon gli rivela che perse la moglie Gemma in un incidente stradale, il dolore era così forte che Mark non riuscì più a lavorare come insegnante, si fece assumere alla Lumon Industries sperando che tramite la scissione avrebbe potuto svolgere un lavoro separando totalmente la sua professionalità dal dolore per la perdita di Gemma. Devon non è sicura che rivolgersi alla polizia sia la scelta giusta, la Lumon Industries è molto potente tanto da elevarsi al di sopra della legge, Ricken conosce molti giornalisti influenti, forse loro potrebbero aiutarli.
Irving trova la casa di Burt, lo trova ancora vivo (temeva che la Lumon volesse ucciderlo) ma scopre che Burt ha già un marito. Helly sale sul palco apparentemente con lo scopo di elogiare il progetto scissione, poi sorprende tutti rivelando la vera natura del progetto, ovvero che gli interni vengono trattati in maniera disumana. Mark vede una foto di Gemma scoprendo che è Casey, ora ha capito che la moglie non è morta e che ha lavorato insieme a lei alla Lumon Industries senza saperlo.

Cobel telefona a Milchick informandolo del fatto che è stato attivato il risveglio, lui quindi va nella sala macchine per fermare Dylan rivelando a quest'ultimo che ha ben tre figli, poi lo aggredisce impedendogli di tenere attive le due manopole. Il risveglio viene disattivato, gli esterni riprendono il controllo, l'interno di Mark riesce ad urlare a Devon «Lei è viva» riferendosi a Gemma.